# Catharina Haaß

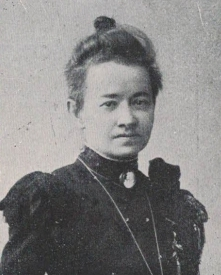
Catharina Haaß (unbekanntes Jahr)

Catharina Haaß (* 29. Februar 1844 in Ottweiler; †  10. September 1916 in Mainz; auch: Maria Catharina Haass) war eine deutsche Musikpädagogin und Komponistin.

## Leben
Catharina Haaß wurde 1844 als Tochter eines Posthalters geboren. Ihre ersten musikalischen Gehversuche machte sie bei einem ehemaligen Militärmusiker, der zum Freundeskreis der Familie zählte. Mit 12 Jahren widmete sie sich dem Klavierspiel. Sie besuchte die Höhere Töchterschulen in Koblenz und Trier und studierte anschließend, vermutlich privat, Musiktheorie in Mainz bei dem Kapellmeister Friedrich Lux, der zu jener Zeit am Staatstheater Mainz beschäftigt war. Anschließend unterrichtete sie selbst in Mainz als Musiklehrerin.
Anschließend zog Haaß nach Mainz, wo sie als Komponistin, Musikpädagogin und -schriftstellerin wirkte. Sie schrieb verschiedene Werke der elementaren Musikpädagogik, aber auch andere Kompositionen für Klavier und Harmonium sowie dramatische und szenische Werke. Als Musikjournalistin gab sie im Musikverlag Peter Josef Tonger die Musikalische Jugendpost heraus und arbeitete dort als Chefredakteurin. Die Zeitschrift erschien 1886 und 1887. Insgesamt gab es 48 Ausgaben. Weitere Artikel erschienen in den Zeitschriften Der Klavier-Lehrer und Die Lehrerin in Schule und Haus.
Zu ihren eigenen Werken zählten die Novellen Lustige und ernste Musikantengeschichten und Künstlerleben. Heiteres und Weiteres aus der Künstler- und Musiker-Welt sowie das Schulwerk Die Singkunst. Leitfaden für den praktischen Gesangsunterricht für Schüler und Freunde des Gesanges. Zum Selbstunterricht verfasst.
1897 kehrte Haaß nach Mainz zurück. Dort arbeitete sie weiter als Musiklehrerin. Außerdem war sie Vorsitzende der Vereinigung Mainzer Musiklehrerinnen.
Sie verstarb am 10. September 1916.

## Würdigung des Werkes
Zu ihrer Zeit war Catharina Haaß insbesondere in der musikalischen Erziehung und Früherziehung einflussreich gewesen. So wurde sie 1893 von Anna Morsch in das Buch Deutschlands Tonkünstlerinnen aufgenommen, das anlässlich der Weltausstellung 1893 entstanden war.
Nach ihrem Tode geriet sie jedoch in Vergessenheit. Etwa 100 Jahre nach ihrem Tod entdeckte der Ottweiler Pädagoge und Professor Horst Schiffler das Werk der Komponistin neu. Er entdeckte und sammelte mehrere Originalschriften von Haaß  und veröffentlichte den Aufsatz Doch nicht ganz vergessen? Einige Schriften stellte er dem Schriftenarchiv der Stadtbücherei Ottweiler zur Verfügung.

## Kompositionen (Auswahl)
- Bunte Bilder in Tönen für Klavier zu vier Händen. op. 2. Begas, Leipzig 1876.
- Frühlingslüfte – Beim Versteckenspiel – Der kleine Husar – Der Savoyardenknabe – An der Wiege – Hasch, hasch – Meister Petz – Im Walde – Junge Kriegsmannschaft.
- Heraus (J. Mosen) und Dein Auge (Ph. Weyand). Zwei Lieder für eine Singstimme mit Klavier. op. 3. Junfermann, Paderborn 1878.
- Frühlings-Skizzen für Klavier, op. 5. Zwei Hefte. Robolsky, Leipzig 1881.
  - Heft I: Erste Frühlingsboten – Rauhfrost – Primel-Liedchen – Waldesfrieden – Schmetterling und Tulpe – Schilf-Legende.
  - Heft II: Waldmeisters Morgengruß – Thaufrisch – Mai-Wanderung – Blumen – Abendlied – Wilde Ranken.

- Im Walde: „Zum Walde, Zum Walde zieht’s mich hin“ und Meine Röslein: „Ihr kleinen, blassen Röslein“. Zwei kleine Lieder für eine Singstimme mit Klavier. op. 6. Begas, Leipzig 1876, Nr. 1.
- Amarynth (Redwitz), op. 9. Fünf Lieder für eine Singstimme mit Klavier. Junfermann, Paderborn o. J.
- Eine Verlobung aus der guten alten Zeit. Musikalisch-dramatische Humoreske in Form einer kleinen Gesang-Suite für Sopran, Mezzosopran und Bariton mit Klavier. op. 10. Lichtenberg, Stuttgart 1884.
- Romanze As-Dur für Harmonium und Klavier. op. 12. Stürmer, Stuttgart 1884 (Simon, Berlin 1897).
- Spinnlied aus dem Märchen vom Dornröschen. op. 14. In: Hausfreund-Album für ausgewählte Salonmusik für Klavier. Band 1, Sengbusch, Leipzig 1894.
- Barcarolle für Harmonium und Klavier. op. 15. Th. Stürmer, Stuttgart 1885 (Simon, Berlin o. J.).
- Weihnachtslied (A-Dur) für Harmonium und Klavier. op. 16. Simon, Berlin 1896.
- Elfen-Reigen, op. 18 Nr. 1. In: Hausfreund-Album für ausgewählte Salonmusik für Klavier. Band 4, Sengbusch, Leipzig 1896.
- Lenznacht. Berceuse für Klavier (auch als Bearbeitung für zwei Violinen). op. 24. Tormann, Münster o. J.
- Hofball aus dem Märchen vom Aschenbrödel für Klavier. (auch als Bearbeitung für zwei Violinen). op. 28. Tormann, Münster o. J.
- Weihnachtszauber auf der Alm. op. 30. Deklamatorisch-melodramatisches Festspiel für zwei Solostimmen, Kinderchor, Frauenchor und Klavier. Text: Ferdinande Schmidt. Vieweg, Berlin o. J.
- Der Damen-Wettstreit im Kirchengesang-Verein. op. 31. Text: Ferdinande Schmidt. Musikalischer Scherz für dreist. Frauenchor und Klavier. Forberg, Leipzig 1901.
- Des Oberlehrers Leiden und Freuden: „Wer hat es denn wohl schwerer“. op. 33. Heiteres Singspiel für eine Solostimme, dreistimmigen Frauenchor mit Klavier. Text: Ferdinande Schmidt. Forberg, Leipzig o. J.
- Bethlehem. op. 34. Weihnachtsfestspiel für eine Solostimme und Kinder- bzw. Frauenchor, melodramatische Scenen, lebende oder Lichtbilder und Klavierbegleitung und Deklamation. Text: Ferdinande Schmidt. A. Coppenrath, Regensburg o. J.
- Gretel im Feen Reich. op. 35. Musikalisch-melodramatisches Märchenspiel für Kinderreigen und Frauenchor, Sopransolo, Deklamation und Klavierbegleitung. Text: Ferdinande Schmidt. A. Coppenrath, Regensburg o. J.
- Frieder und Trudel. op. 38. Musikalisch-melodramatisches Wald-Märchen für Sopran und Alt-Solo, Frauenchor, Kinderreigen, Deklamation und Klavierbegleitung. Text: Ferdinande Schmidt. A. Coppenrath, Regensburg o. J.
- Musikalische Illustrationen zu Hey-Speckter’s Fabeln. [ein- und zweistimmige Kinderlieder], o. op., Perthes, Gotha o. J.

## Werke
- Lustige und ernste Musikantengeschichten. Bachem, Köln unbekanntes Jahr.
- Künstlerleben. Heiteres und Weiteres aus der Künstler- und Musiker-Welt. Bachem, Köln unbekanntes Jahr.
- Musikalische Jugendpost. 2 Jahrgänge: 1886 und 1887 zu je 24 Ausgaben. P. J. Tonger, Köln.
- Die Singkunst. Leitfaden für den praktischen Gesangsunterricht für Schüler und Freunde des Gesanges. Zum Selbstunterricht verfasst. C.A. Koch’s Verlag, Leipzig 1888.